# Джонні Метіс
Джонні Ройс Метіс (англ. John Royce Mathis) — американський виконавець популярної музики, крунер. Метіс став популярним через те, що кілька десятків його альбомів отримали статус золота або платини. Книга рекордів Гіннеса підтверджує, що продажі альбомів співака перевищили понад 360 мільйонів копій на сьогоднішній день. Таким чином Джонні Метіс входить у трійку виконавців, чиї альбоми купляли найбільше у 20-му столітті після Елвіса Преслі та Френка Сінатри.
Хоча його часто характеризують як романтичного співака, його дискографія включає традиційний поп, бразильську та іспанську музику, соул, ритм-енд-блюз, софт-рок, блюз, кантрі, і навіть кілька пісень диско для свого альбому Mathis Magic в 1979 році. Матіс також записав шість альбомів різдвяної музики. У інтерв'ю 1968 року Метіс відзначив Ліну Хорну, Нета Кінга Коула та Бінга Кросбі, як виконавців, які найбільше вплинули на його творчість.

## Біографія
Джон Ройс Метіс народився 30 вересня 1935 року в Ґілмері, штат Техас, і був четвертим сином у родині Клема Метіс і його дружини Мілдред Бойд. Після переїзду в Сан-Франциско батько, який працював в театрі, звернув увагу на музичні таланти сина, купив тому старе фортепіано за 25 доларів і навчив виконанню декількох популярних пісень того часу, першою з яких була «My Blue Heaven». Незабаром Метіс став давати домашні концерти, розважаючи гостей, співати на шкільних та церковних святах.

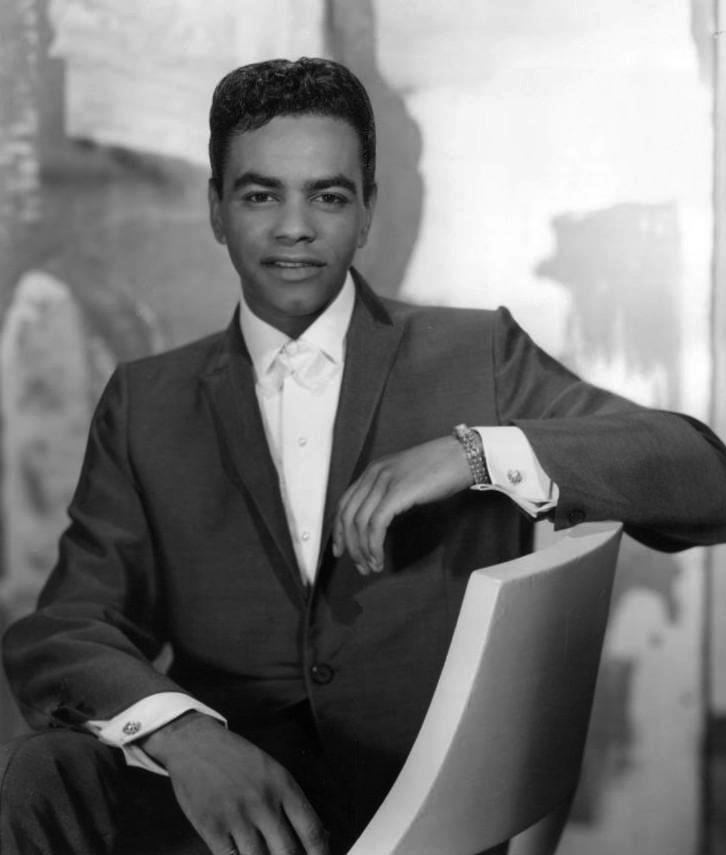
Джонні Метіс в 1960-х роках.

У тринадцятирічному віці Джонні поступив на курси вокалу до Конні Кокс, розплачуючись за навчання прибиранням в будинку. Провчившись у Кокс шість років, він опанував азами класичного і оперного вокалу і деякий час навіть розглядав можливість стати оперним співаком. У ті ж роки Метіс відмовився і від спортивної кар'єри, хоч і був одним з провідних атлетів у своїй школі, де йому пророкували олімпійські лаври.
Перші естрадні виступи Метіса були пов'язані з оркестром Мерла Сондерса. Почавши кар'єру з серії хіт-синглів, Метіс потім змінив стратегію і — з інтерпретаціями джазових та естрадних стандартів — успішно вийшов в 1960-х роках на альбомний ринок. У 1970-ті роки він став виконувати музику, близьку за звучанням до софт-року того часу, і залишався популярним концертним виконавцем аж до кінця 1990-х років. У 2003 році Джонні Метіс отримав «Греммі» «За особливі досягнення» (Lifetime Achievement Award). За деякими підрахунками, у світі розійшлося понад 350 млн платівок з його записами.

## Особисте життя
У 1982 році Метіс оголосив про свою гомосексуальність. Він розповідав про свою орієнтацію багатьом ЗМІ.

## Дискографія
За всю свою музичну діяльність Джонні Метіс випустив 73 студійних, 3 «лайв»-альбомів та 26 збірок.

### Студійні альбоми
| Columbia Records (1956—1963) | Columbia Records (1956—1963)                                  | Columbia Records (1956—1963) | Columbia Records (1956—1963) | Columbia Records (1956—1963) |
| Рік                          | Назва                                                         | Пікові позиції у чартах      | Пікові позиції у чартах      | Пікові позиції у чартах      |
| Рік                          | Назва                                                         | US                           | UK                           | Billboard Christmas Albums   |
| ---------------------------- | ------------------------------------------------------------- | ---------------------------- | ---------------------------- | ---------------------------- |
| 1956                         | Johnny Mathis - Випущений: 16 липня 1956                      | —                            | —                            | —                            |
| 1957                         | Wonderful Wonderful - Випущений: 8 липня 1957                 | 4                            | —                            | —                            |
| 1957                         | Warm - Випущений: 11 листопада 1957                           | 2                            | 6                            | —                            |
| 1958                         | Good Night, Dear Lord - Випущений: 3 березня 1958             | 10                           | —                            | —                            |
| 1958                         | Swing Softly - Випущений: 28 липня 1958                       | 6                            | 10                           | —                            |
| 1958                         | Merry Christmas - Випущений: 6 жовтня 1958                    | 3                            | —                            | 2                            |
| 1959                         | Open Fire, Two Guitars - Випущений: 5 січня 1959              | 4                            | —                            | —                            |
| 1959                         | Heavenly - Випущений: 10 серпня 1959                          | 1                            | 10                           | —                            |
| 1959                         | Faithfully - Випущений: 21 грудня 1959                        | 2                            | —                            | —                            |
| 1960                         | Johnny's Mood - Випущений: 18 липня 1960                      | 4                            | —                            | —                            |
| 1960                         | The Rhythms and Ballads of Broadway - Випущений: вересень1960 | 6                            | 6                            | —                            |
| 1961                         | I'll Buy You a Star - Випущений: 27 лютого 1961               | 38                           | 18                           | —                            |
| 1962                         | Live It Up! - Випущений: 11 грудня 1961                       | 14                           | —                            | —                            |
| 1962                         | Rapture - Випущений: 17 вересня 1962                          | 12                           | —                            | —                            |
| 1963                         | Johnny - Випущений: 15 липня 1963                             | 20                           | —                            | —                            |
| 1963                         | Romantically - Випущений: 18 листопада 1963                   | 23                           | —                            | —                            |

| Альбоми Mercury Records | Альбоми Mercury Records                                        | Альбоми Mercury Records | Альбоми Mercury Records | Альбоми Mercury Records    |
| Рік                     | Назва                                                          | Пікові позиції у чартах | Пікові позиції у чартах | Пікові позиції у чартах    |
| Рік                     | Назва                                                          | US                      | UK                      | Billboard Christmas Albums |
| ----------------------- | -------------------------------------------------------------- | ----------------------- | ----------------------- | -------------------------- |
| 1963                    | Sounds of Christmas - Випущений: 4 жовтня 1963                 | —                       | —                       | 2                          |
| 1964                    | Tender Is the Night - Випущений: 23 січня 1964                 | 13                      | —                       | —                          |
| 1964                    | The Wonderful World of Make Believe - Випущений: 10 липня 1964 | 75                      | —                       | —                          |
| 1964                    | This Is Love - Випущений: 18 вересня 1964                      | 40                      | —                       | —                          |
| 1964                    | Olé - Випущений: листопад 1964                                 | —                       | —                       | —                          |
| 1965                    | Broadway - Випущений: 28 серпня 2012                           | —                       | —                       | —                          |
| 1965                    | Love Is Everything - Випущений: 5 березня 1965                 | 52                      | —                       | —                          |
| 1965                    | The Sweetheart Tree - Випущений: 30 вересня 1965               | 71                      | —                       | —                          |
| 1966                    | The Shadow of Your Smile - Випущений: березень 1966            | 9                       | —                       | —                          |
| 1966                    | So Nice - Випущений: 16 вересня 1966                           | 50                      | —                       | —                          |
| 1967                    | Johnny Mathis Sings - Випущений: 10 березня 1967               | 103                     | —                       | —                          |

| Альбоми Columbia Records (1967- по сьогодні) | Альбоми Columbia Records (1967- по сьогодні)                                     | Альбоми Columbia Records (1967- по сьогодні) | Альбоми Columbia Records (1967- по сьогодні) | Альбоми Columbia Records (1967- по сьогодні) | Альбоми Columbia Records (1967- по сьогодні) |
| Рік                                          | Назва                                                                            | Пікові позиції у чартах                      | Пікові позиції у чартах                      | Пікові позиції у чартах                      | Пікові позиції у чартах                      |
| Рік                                          | Назва                                                                            | US                                           | UK                                           | Billboard Christmas Albums                   | R&B                                          |
| -------------------------------------------- | -------------------------------------------------------------------------------- | -------------------------------------------- | -------------------------------------------- | -------------------------------------------- | -------------------------------------------- |
| 1967                                         | Up, Up and Away - Випущений: 23 жовтня 1967                                      | 60                                           | —                                            | —                                            | 19                                           |
| 1968                                         | Love Is Blue - Випущений: 6 березня 1968                                         | 26                                           | —                                            | —                                            | 44                                           |
| 1968                                         | Those Were the Days - Випущений: 6 листопада 1968                                | 60                                           | —                                            | —                                            | 48                                           |
| 1969                                         | Love Theme from «Romeo And Juliet» (A Time for Us) - Випущений: 30 липня 1969    | 52                                           | —                                            | —                                            | —                                            |
| 1969                                         | Give Me Your Love for Christmas - Випущений: 13 жовтня 1969                      | —                                            | —                                            | 1                                            | —                                            |
| 1970                                         | Raindrops Keep Fallin' on My Head - Випущений: 25 лютого 1970                    | 38                                           | 23                                           | —                                            | —                                            |
| 1970                                         | Close to You - Випущений: 19 серпня 1970                                         | 61                                           | —                                            | —                                            | —                                            |
| 1970                                         | Johnny Mathis Sings the Music of Bacharach & Kaempfert - Випущений: осінь 1970   | 169                                          | —                                            | —                                            | —                                            |
| 1971                                         | Love Story - Випущений: 10 лютого 1971                                           | 47                                           | 27                                           | —                                            | —                                            |
| 1971                                         | You've Got a Friend - Випущений: 11 серпня 1971                                  | 80                                           | —                                            | —                                            | —                                            |
| 1972                                         | The First Time Ever (I Saw Your Face) - Випущений: 10 травня 1972                | 71                                           | 40                                           | —                                            | —                                            |
| 1972                                         | Song Sung Blue - Випущений: 13 вересня 1972                                      | 83                                           | 49                                           | —                                            | —                                            |
| 1973                                         | Me and Mrs. Jones - Випущений: січень 1973                                       | 83                                           | —                                            | —                                            | —                                            |
| 1973                                         | Killing Me Softly with Her Song - Випущений: 25 травня 1973                      | 120                                          | —                                            | —                                            | —                                            |
| 1973                                         | I'm Coming Home - Випущений: 21 вересня 1973                                     | 115                                          | 18                                           | —                                            | —                                            |
| 1974                                         | The Heart of a Woman - Випущений: 25 листопада 1974                              | 139                                          | 39                                           | —                                            | —                                            |
| 1975                                         | When Will I See You Again - Випущений: березень 1975                             | 99                                           | 13                                           | —                                            | —                                            |
| 1975                                         | Feelings - Випущений: 20 жовтня 1975                                             | 97                                           | —                                            | —                                            | —                                            |
| 1976                                         | I Only Have Eyes for You - Випущений: 10 травня 1976                             | 79                                           | 14                                           | —                                            | —                                            |
| 1977                                         | Mathis Is… - Випущений: 21 лютого 1977                                           | 139                                          | —                                            | —                                            | —                                            |
| 1977                                         | Hold Me, Thrill Me, Kiss Me - Випущений: 15 серпня 1977                          | 201                                          | 55                                           | —                                            | —                                            |
| 1978                                         | You Light Up My Life - Випущений: 13 березня 1978                                | 9                                            | 3                                            | —                                            | 4                                            |
| 1978                                         | That's What Friends Are For - Випущений: липень 1978                             | 19                                           | 16                                           | —                                            | 14                                           |
| 1979                                         | The Best Days of My Life - Випущений: 29 січня 1979                              | 122                                          | 38                                           | —                                            | —                                            |
| 1979                                         | Mathis Magic - Випущений: 17 вересня 1979                                        | —                                            | 59                                           | —                                            | 68                                           |
| 1980                                         | Different Kinda Different - Випущений: 16 червня 1980                            | 164                                          | 20                                           | —                                            | —                                            |
| 1981                                         | I Love My Lady - Випущений: 8 грудня 2017                                        | —                                            | —                                            | —                                            | —                                            |
| 1982                                         | Friends in Love - Випущений: 5 квітня 1982                                       | 147                                          | 34                                           | —                                            | 61                                           |
| 1984                                         | A Special Part of Me - Випущений: 22 січня 1984                                  | 157                                          | 45                                           | —                                            | 60                                           |
| 1985                                         | Right from the Heart - Випущений: 18 березня 1985                                | —                                            | —                                            | —                                            | —                                            |
| 1986                                         | Christmas Eve with Johnny Mathis - Випущений: 23 вересня 1986                    | —                                            | —                                            | 29                                           | —                                            |
| 1986                                         | The Hollywood Musicals - Випущений: 17 жовтня 1986                               | 197                                          | 46                                           | —                                            | —                                            |
| 1988                                         | Once in a While - Випущений: 23 травня 1988                                      | —                                            | —                                            | —                                            | —                                            |
| 1989                                         | In the Still of the Night - Випущений: 8 серпня 1989                             | —                                            | —                                            | —                                            | —                                            |
| 1989                                         | The Island - Випущений: 8 грудня 2017                                            | —                                            | —                                            | —                                            | —                                            |
| 1990                                         | In a Sentimental Mood: Mathis Sings Ellington - Випущений: 9 жовтня 1990         | —                                            | —                                            | —                                            | —                                            |
| 1993                                         | How Do You Keep the Music Playing? - Випущений: 4 травня 1993                    | —                                            | —                                            | —                                            | —                                            |
| 1996                                         | All About Love - Випущений: 3 травня 1996                                        | 119                                          | —                                            | —                                            | —                                            |
| 1998                                         | Because You Loved Me: The Songs of Diane Warren - Випущений: 20 жовтня 1998      | —                                            | —                                            | —                                            | —                                            |
| 2000                                         | Mathis on Broadway - Випущений: 25 квітня 2000                                   | —                                            | —                                            | —                                            | —                                            |
| 2002                                         | The Christmas Album - Випущений: 22 жовтня 2002                                  | 143                                          | —                                            | 2                                            | —                                            |
| 2005                                         | Isn't It Romantic: The Standards Album - Випущений: 1 лютого 2005                | —                                            | —                                            | —                                            | —                                            |
| 2008                                         | A Night to Remember - Випущений: 29 квітня 2008                                  | —                                            | 29                                           | —                                            | —                                            |
| 2010                                         | Let It Be Me: Mathis in Nashville - Випущений: 21 вересня 2010                   | —                                            | —                                            | —                                            | —                                            |
| 2013                                         | Sending You a Little Christmas - Випущений: 29 жовтня 2013                       | 53                                           | —                                            | 13                                           | —                                            |
| 2017                                         | Johnny Mathis Sings the Great New American Songbook - Випущений: 29 вересня 2017 | —                                            | —                                            | —                                            | —                                            |